# Stefan Maierhofer
Stefan Maierhofer (né le 16 août 1982 à Gablitz, Basse-Autriche en Autriche) est un footballeur autrichien.

## Carrière
L'attaquant commença sa carrière au club de son village le SV Gablitz. Après plusieurs saisons dans la ligue viennoise, il changea en 2005 vers la deuxième équipe du FC Bayern München, où il devint capitaine. Puis en 2007 il rejoint la deuxième division allemande avec le TuS Coblence et marque trois buts sur 14 matchs. La même année il signe avec Greuther Fürth. Au début de l'année 2008, le club le prête au Rapid de Vienne pour 4 mois. En Bundesliga il marque un but après l'autre (7 buts en 13 matchs) et devient champion d'Autriche avec le Rapid.
À l'été 2008, il signe un contrat de 3 ans avec le Rapid Vienne. Le 20 août 2008, il joue son premier match pour la sélection nationale autrichienne contre l'Italie à Nice, mais ne marque aucun but. Le match se solde par 2-2.
En août 2009, il décide de rejoindre l'Angleterre et les Wolverhampton Wanderers. Il signe un contrat de 4 ans et un transfert évalué à 2 millions d'euros.
À l'issue de la saison 2014-15, il est libéré par Millwall.
Avec la taille de 2,02 m il est un des plus grands joueurs de football professionnel.

## Palmarès
- SK Rapid Vienne
  - Autriche en 2008.
- Trenčín
  - Coupe de Slovaquie en 2016
  - Championnat de Slovaquie en 2016